# 3 Pułk Wojsk Kolejowych
3 Pułk Wojsk Kolejowych (3 p. woj. kol.) – oddział Wojsk Kolejowych Wojska Polskiego w II Rzeczypospolitej.

## Historia pułku
3 Pułk Wojsk Kolejowych został sformowany w 1921 z połączenia Batalionu Zapasowego 3 Pułku Wojsk Kolejowych, V, VI i XII Batalionu Kolejowego.
20 grudnia 1921 roku pułk przeorganizowano V i VI bataliony kolejowe jako takie przestały istnieć i weszły w integralną część pułku, jako I i II batalion kolejowy o trzech kompania każdy. Na rozkaz Ministra Spraw Wojskowych Departament VI Wojsk Kolejowych L. 10724 tj. z dn. 1 lutego 1922 r. bataliony I i II przenumerowano z powrotem na V i VI baony.
7 lipca 1922 roku po raz pierwszy obchodzono „Święto pułku”. Obchody miały uroczysty charakter i były połączone z zaprzysiężeniem rekrutów rocznika 1901, poświęceniem kamienia węgielnego pod pomnik poległym na froncie żołnierzy pułku oraz z dekoracją żołnierzy pułku Orderem Virtuti Militari i Krzyżem Walecznych. Święto zaszczycili swą obecnością: dowódca Okręgu Korpusu Nr VII, generał dywizji Kazimierz Raszewski, zastępca dowódcy Okręgu Korpusu Nr VII, tytularny generał dywizji Aureli Serda-Teodorski, komendant Obozu Warownego „Poznań”, generał brygady Michał Milewski, szef Wydziału Wojsk Kolejowych, pułkownik Szyman, wiceprezydent miasta Poznania doktor Mikołaj Kiedacz oraz dowódcy jednostek poznańskiego garnizonu. Przeglądu pułku dokonał generał Raszewski, a mszę polową odprawił ksiądz proboszcz Szczepan Janasik. O godz. 12 goście udali się na obiad w kasynie pułkowym. Po obiedzie goście udali się na boisko sportowe pułku, gdzie odbyły się gry i zabawy sportowe dla żołnierzy zakończone meczem piłki nożnej drużyn 3 Pułku Wojsk Kolejowych i VII Dywizjonu Żandarmerii. Mecz zakończył się wygraną „kolejarzy” nad żandarmami stosunkiem bramek 4 do 1.
11 października 1922 roku dokonano uroczystego otwarcia kasyna podoficerskiego z jadłodajnią.
Czas pełnienia obowiązków dowódcy przez pułkownika Pedenkowskiego był okresem największego rozwoju pułku, w tym okresie, oprócz programowego szkolenia żołnierzy, wykonuje pułk szereg mniejszych i większych prac technicznych na terenie D. O. K. VII, rozbudowano warsztaty pułkowe, dobudowano parowozownię i warsztaty postawiono na wysokości swego zadania, w których przeprowadza się wszelkie naprawy taboru kolejowego. Na rozkaz dowódcy Korpusu nr, VII. zbudowano pod kierownictwem kpt. Filipowskiego, zaprojektowaną przez kpt. Pateologa, wąskotorową kolejkę z Poznania do Biedruska, długości 17,4 km. Otwarcie i poświęcenie kolejki, zostało połączone ze świętem pułkowym, które odbyło się dnia 2 lipca 1923 r. Staraniem płk. Pedenkowskiego, dbającego bardzo o współżycie w korpusie oficerskim i podoficerskim, pod fachowym kierownictwem mjr. Ruze i kpt. Nedbala przerobiono i urządzono własnymi siłami i środkami lokal pod pułkowe kasyno oficerskie, którego otwarcie odbyło się 3 sierpnia 1923 r. Wybudowano na dziedzińcu koszarowym Cytadeli, pomnik poległym oficerom i szeregowym. W tym ostatnim okresie pułk przeprowadził na terenie D. O. K VII. szereg akcji np.: akcja przeciw strajkową i akcja przeciw powodziowa.
W 1924 roku z powodu braków kadrowych zostały zlikwidowane trzecie kompanie w batalionach. Do pułku należała również ewidencyjnie Kompania Warsztatowa Nr 1, utworzona 15 maja 1919 roku w Poznaniu z obszernymi warsztatami, w których przeprowadzano naprawę parowozów i wagonów wąskotorowych. Kompania została zlikwidowana 13 września 1923 roku na podstawie rozkazu Ministerstwa Spraw Wojskowych.
Do 3 pułku kolejowego należały również pociągi pancerne: „Generał Konarzewski”, „Podhalanin”, Odsiecz II, „Śmigły”, Ochotnik, „Kaniów II”, „Pionier”, „Huragan”, a później także pociągi: „Poznańczyk”, „Stefan Czarniecki”, „Generał Sosnkowski”, „Bartosz Głowacki”, „Piast” i „Ślązak”, które odesłano w marcu 1924 r. pierwsze trzy do 2 pułku wojsk kolejowych, a drugie trzy do 1 pułku wojsk kolejowych celem likwidacji i reorganizacji. Ostatnio sześć pociągów miały postój w Poznaniu-Górczynie.
1 października 1924 roku 3 pułk wojsk kolejowych na podstawie rozkazu Ministra Spraw Wojskowych Departament VI L. 2224/24 tj. z dnia 13 sierpnia 1924 roku został zlikwidowany. W myśl powyższego rozkazu żołnierze i sprzęt 3 pułk kolejowego został przydzielony do 1 pułku wojsk kolejowych w Krakowie i 2 pułku wojsk kolejowych w Jabłonnie.

## Organizacja i obsada personalna pułku
Dowódcy pułku:
- ppłk Józef Szyman (od 1921)
- mjr inż. Kazimierz Stroka (od 24 IV 1922)
- płk Edmund Pedenkowski (od 4 IX 1922)

1 batalion (V batalionu)
- dowódca – kpt. Chrobak – w/z kpt. Puchalski, ppłk inż. Aleksander Butkiewicz,
- zastępca dowódcy batalionu – kpt. Jan Piotr Śliwa
- adiutant – por. Ludwik Pieńkowski

dowódcy kompanii:
- kpt. Handurski,
- kpt. R. Ostrowski – dowódca 2 kompanii
- por. Władysław Szymon Michalczyk
- por. Biernacki

2 batalion (VI batalion)
- dowódca – mjr inż. Stroka, kpt. Adam Pinkas
- adiutant – por. Kazimierz II Laskowski

dowódcy kompanii:
- kpt. Adam Józef Lisiewicz
- kpt. Aleksander Filipowski, por. Cyprian Ułaszyn – dowódca 1 kompanii
- kpt. Julian Jerzy Fischer-Drauenegg – dowódca 2 kompanii
- por. L. Sączewski
- por. Tadeusz Kuphal

kadra oficerska
- dowódca kadry – mjr Stanisław Zygmunt Guzek
- zastępca dowódcy kadry – kpt. Zygmunt Kołakowski
- adiutant pułku – por. Kolczyński, por. Władysław Szymon Michalczyk
- zastępca dowódcy pułku – p.o. kpt. inż. Butkiewicz (komendant cytadeli), mjr inż. Tadeusz Ruge
- kierownik warsztatu – kpt. Adam Józef Lisiewicz, kpt. Nedbała Tytus, kpt. Filipowski Aleksander
- oficer techniczny – kpt. Wł. Szafarkiewicz
- dowódca szkoły podoficerskiej – por. Cyprian Ułaszyn
- dowódca 1 kompanii 5 batalionu/adiutant 5 batalionu/dowódca szkoły podoficerskiej – por. Klemens Nowacki
- oficer administracyjny – por. Adolf Schuchardt
- oficer broni – por. Biedrzyński
- referent mobilizacyjny – por. Władysław Wichtowski, por. Mieczysław Józef Kniżatko
- oficer kasowy – por. T. Elsner, por. F. Kopczyński, por. Wł. Dutkiewicz
- oficer ewidencyjny – por. Stanisław Egierski, ppor. Krysiak
- lekarz pułku – mjr lek. H. Jakliński, por. lek. Józef Pajzderski
- oficer prowiantowy – chor. Wyka
- por. E. Stopka

Na przeszkoleniu w Obozie Szkolnym Wojsk Kolejowych w Jabłonnie: mjr Guzek, kpt. Lisiewicz, kpt. Erland, kpt. Gołębiowski, kpt. Łapkowski, por. Golarz, por. Koehne, por. Minkiewicz, por. Józef Szmaro i por. Koryciński. Odkomenderowany na Politechnikę Lwowską celem ukończenia studiów – por. Marceli Aleksander Remiszewski.
Obsada pułku w 1923 roku
- dowódca pułku – płk Edmund Pedenkowski
- p.o. dowódcy V batalionu – mjr inż. Aleksander Butkiewicz
- p.o. dowódcy VI batalionu – kpt. Jerzy Izydor Robert Paleolog
- p.o. zastępcy dowódcy VI batalionu – kpt. Jan Piotr Śliwa
- p.o. komendanta Kadry Batalionu Zapasowego – mjr Stanisław Zygmunt Guzek
- kierownik Parku i Warsztatów – kpt. Wiktor Adel[3]

## Symbole pułku
Odznaka pamiątkowa
Pułk otrzymał odznakę pamiątkową zatwierdzoną Dz. Rozk. MSWojsk. nr 8 z 1925 r., poz. 88. Odznakę stanowi srebrny, owalny, laurowo-dębowy wieniec, przepleciony czarno emaliowaną wstęgą, z latami „1921-1924”, u dołu – z cyfrą „3”. Na wieniec nałożony jest wizerunek orła z szeroko rozłożonymi skrzydłami; trzyma on w szponach atrybuty saperskie: łopatę i kilof, pod którymi umieszczono symbol broni pancernych – szyszak oparty o koło skrzydła kolejowego. Odznakę widoczną na zdjęciu, wybitą w srebrze i emaliowaną, o wymiarach 41,5 × 47 mm, wykonał w swojej pracowni grawerskiej J. Michrowski w Warszawie, przy ul. Nowy Świat 15. Składa się ona z dwóch części połączonych za pomocą czterech nitów. Punce oraz inicjały wykonawcy „J. M.” wybite są na awersie. Rewers – lekko falisty, z wybitym numerem nadania. Odznakę tę nadawano wszystkim wyróżnionym, gdyż była ustanowiona już
po rozwiązaniu pułku i wykonana tylko w tej wersji.

Minister Spraw Wojskowych zatwierdził (i zezwolił na noszenie) pułkową pamiątkową odznakę b. 3 p. wojska kole). W myśl § 3 statutu prawo otrzymania odznaki posiada każdy oficer, równorzędny i szeregowy, który, w czasie od sformowania pułku, tj. od dnia 7.VII.1921 r. do końca likwidacji, tj. do dnia 30.XI.1924 r. przesłużył czynnie najmniej 6 miesięcy w pułku, lub w jednym z przydzielonych do niego pociągów pancernych. Statut, legitymacje oraz odznaki (po cenie 33 zł- 50 gr.) można otrzymać u ppłk. inż. Butkiewicza, do którego należy pisemnie zgłaszać się pod adresem: Poznań Dyrekcja Kolei, Wojskowy Wydział Kolejowy.